# 秋元優里
秋元優里（1983年10月25日—），出身於東京都。日本富士電視台新聞播報員。

## 經歷
父親秋元義孝是外交官，是現任日本駐澳洲大使；妹妹秋元玲奈是東京電視台的播報員。由於父親工作的緣故，小學二年級時就遷往英國倫敦居住了兩年，然後又在俄羅斯莫斯科居住了兩年半。1996年中學一年級時才回國。高校畢業於慶應義塾湘南藤澤高等部、大學畢業於慶應義塾大學綜合政策學部。2006年大學畢業後正式加入富士電視台，成為播報員。
入社以來，播報員工作一直以新聞報導為中心，很少主持其它類型的節目，是富士電視台的看板新聞女主播。2007年10月至2008年9月，擔任《報道2001》的助理主持人。2009年4月至9月擔任《BS FUJI LIVE PRIME NEWS》星期五的播報員。2009年9月28日開始接任瀧川克里斯特爾擔任《News JAPAN》的主持人。2012年10月1日起接任大島由香里擔任《FNN Super News WEEKEND》的主持人。自2015年4月12日起也擔任富士電視台《ワイドナショー》的助理主持人。
2019年7月1日從公告部門移至綜內容中心內容部分。
《朝日新聞》每逢星期日的「電視日記」的專欄作者。

## 個人生活
2012年12月25日，公開宣布與同電視台主播生田龍聖結婚。
2018年4月，宣布與同電視台主播丈夫生田龍聖離婚，結束維持5年的婚姻。